# Beth (cantante)
Beth, pseudonimo di Elisabeth Rodergas Cols (Súria, 23 dicembre 1981), è una cantante spagnola.

## Biografia
Nata a Súria, ha studiato teatro e musica a Barcellona. Nel 2002 ha partecipato al programma televisivo Operación Triunfo. È giunta terza nella competizione televisiva, ma parallelamente è stata selezionata per partecipare all'Eurovision Song Contest 2003. Nell'ambito della kermesse canora svoltasi a Riga ha presentato il brano Dime, classificandosi all'ottavo posto finale.
Nell'aprile 2003 ha pubblicato il suo primo album, seguito da My Own Way Home (2006). Nel maggio 2010 è stato messo in commercio un album in lingua catalana, mentre il quarto disco è uscito nel settembre 2013.

## Discografia
- 2003 - Otra realidad
- 2004 - Palau de la Música Catalana (live/DVD)
- 2006 - My Own Way Home
- 2010 - Segueix-me el fil
- 2013 - Família